# Heilig Kruiskerk (München-Forstenried)
De Heilig Kruiskerk (Heilig Kreuz) is een rooms-katholieke parochiekerk in Forstenried, een stadsdeel van München. Aan de grote romaanse crucifix van de kerk werden wonderen toegeschreven. Het maakte Forstenried tot een bedevaartsoord en gaf aanleiding tot de bouw van de kerk.

## Locatie
De parochiekerk van het Heilig Kruis staat aan de Forstenrieder Allee in de oude dorpskern van het Münchener stadsdeel Forstenried.

## Geschiedenis
De voorganger van de huidige kerk was een aan de heilige Bartholomeüs gewijde kapel. De kapel was verbonden aan een Augustijner koorherenstift, maar kreeg vanaf 1194 parochierechten. Sinds 1229 wordt het kruis vereerd in Forstenried. Het kruis is oorspronkelijk afkomstig uit het klooster van Andechs. Maar omdat de burcht van Andechs bedreigd werd met brandstichting besloot men het kruis te vervoeren naar een klooster in Seeon. De trekdieren hielden echter halt en weigerden verder te gaan. Zo kwam het kruis in Forstenried terecht. Na de Dertigjarige Oorlog nam het aantal pelgrims naar Forstenried sterk toe. Het Mirakelboek van de kerk rapporteert tot in de details over vele genezingen. Met de verhoging van de kerktoren in 1626 werd de kerk voor pelgrims reeds van verre zichtbaar. Vele wegkruisen markeren ook tegenwoordig nog de oude pelgrimsroute. Tot de secularisatie in 1803 bleef de kerk verbonden met het Augustijner stift. De voor bedevaartskerken karakteristieke ingang in het noorden werd daarna vervangen door een ingang op de zuidelijke zijde van de kerk.

## Inrichting
Het belangrijkste en oudste voorwerp in de kerk is het romaanse kruis uit het klooster van Andechs. Het wordt gedateerd op 1170 en is op byzantijnse wijze beschilderd. Beide voeten van de Heiland zijn met dezelfde spijker bevestigd. Het romaanse kruis maakt deel uit van het hoogaltaar uit 1611, dat wordt geflankeerd door beelden van de heilige Helena van Constantinopel en de apostel Bartholomeüs. Het houten tabernakel (1700) is gemaakt van donker hout en rijk met zilver versierd. Het rechter zijaltaar uit 1620 heeft een groot schilderij met als voorstelling de Hemelvaart van Maria, het linker zijaltaar toont de bewening van Christus. De muurbeelden van Christus, Maria en de apostelen zijn 17e-eeuws. De kerk heeft een kansel uit 1746 en de kruiswegstaties werden in 1769 gemaakt.

## Bouwbeschrijving
De huidige kerk is een oorspronkelijk laatgotisch gebouw uit de eerste helft van de 15e eeuw. In 1672 werd de kerk door Kaspar Zuccalli in barokke stijl verbouwd. De toren werd in 17e eeuw verhoogd en voorzien van een uitvormige koepel. De vrolijke rococo toevoegingen met elegante stuc-ornamenten werden in 1749 toegevoegd. Het kerkschip draagt een zadeldak, het ingesnoerde koor een schilddak. De muren worden aan de buitenzijde door steunberen ondersteund. De toren is in het kerkschip geïntegreerd, het onderste deel is vierkant, het bovenste achthoekig.